# Пољопривреда
Пољопривреда је привредна делатност која обухвата биљну и сточарску
производњу и с њима повезане услужне делатности. Две основне гране пољопривреде су земљорадња и сточарство. Заједно са шумарством, ловом и риболовом спада у примарни сектор привреде.
Под пољопривредном производњом се подразумева процес производње биљних и сточарских производа, узгајање риба, пчела, гајење печурака, пужева, производња зачинског и лековитог биља и др. која се обавља на пољопривредном земљишту.
У пољопривредна земљишта, тј. она земљишта која у складу са својим природним и економским условима могу да се користе за пољопривредну производњу, спадају њиве, воћњаци, виногради, рибњаци, пашњаци и др.
Када је реч о пољопривредним производима обично се деле на примарне производе и производе првог степена прераде (илити производе примарне прераде).
У примарне производе спадају, рецимо, памук, вуна, конопља, лан и др. У производе примарне прераде убрајају се украсно цвеће и украсно расадно биље, тесана или дрвена грађа, ђубриво, животињска кожа, штављена кожа, индустријске хемикалије (скроб, шећер, етанол, алкохоли и пластичне масе), горива (метан из биомасе, биодизел) и друго.

## Преглед
На пољопривреду је могуће гледати као на издржавање земљорадњом, односно производњу тек довољно хране да се задовоље потребе земљорадника/пољопривредника и његове породице. Исто тако, могуће је посматрати је као комерцијалну пољопривреду, преовлађујући вид исте код „развијених“ народа, у сталном порасту и другде, а која се састоји у стицању новчане добити обрађивањем земље у сврху приноса летине, комерцијални узгој домаћих животиња (газдинство), или и једно и друго.
Пољопривреда је такође скраћени назив студије о пољопривредним знањима и вештинама, познатије и као пољопривредне науке.
Поред овог, као додатак храни за људску исхрану и храни за стоку, пољопривредом се могу произвести добра као нпр. украсно цвеће и украсно расадно биље, тесана или дрвена грађа, ђубриво, животињска кожа, штављена кожа, индустријске хемикалије (скроб, шећер, етанол, алкохоли и пластичне масе), влакна (памук, вуна, конопља, и лан), горива (метан из биомасе, биодизел), па и недозвољени производи (наркотици - марихуана, опијум, кокаин), као и дозвољене супстанце (биолековита средства, дуван или ГМО биљке и животиње за добијање специјалних лекова.
На Западу, употреба генетски модификованих производа, стручније руковање хранљивим састојцима тла, као и побољшана контрола корова утицали су на повећан принос за исту засађену површину. Истовремено, коришћење механизације умањило је потребу за радном снагом. Земље у развоју најчешће производе мање приносе, имајући у виду непостојање најновијих достигнућа на овом пољу, добре економске основе и темеља за технолошки развој.
Савремена пољопривреда умногоме зависи од добрих технолошких решења и нових технологија, па и од биолошких и примењених наука. Наводњавање, одводњавање, одржавање и санитарне технике—од којих је свака једнако значајна за успешну земљорадњу—само су неке области које захтевају поседовање посебних знања пољопривредних технолога.
Пољопривредна хемија бави се осталим суштинским питањима пољопривреде, као што су употреба ђубрива, инсектицида (види контрола штеточина), пестицида, затим саставом земљишта, анализом пољопривредних производа, и правилном исхраном домаћих животиња.
Узгој биљака и генетика имају немерљив допринос продуктивности њива и засада. Такође, генетика је створила науку од узгоја стоке. Хидропоника, метод засађивања без земљишта, где биљке расту посађене у хранљиве хемијске растворе, може помоћи у савлађивању све веће потребе за храном како се светска популација увећава.
Паковање, обрада и промет пољопривредних производа уско су повезани, и такође под утицајем науке. Нови начини брзог замрзавања и дехидрације проширили су тржишта пољопривредних производа (види очување хране; индустрија паковања меса).
Механизација, невероватно достигнуће пољопривреде касног 19. и читавог 20. века, доста је олакшала свакодневни тежак рад пољопривредника. Још важније, механизација је значајно повећала ефикасност и продуктивност поља и њива (види Пољопривредна механизација). Животиње, укључујући коње, мазге, волове, камиле, ламе, алпаке и псе; се, међутим, још увек користе за обраду поља, жетву и превоз ових производа до тржишта широм света.
Авиони, хеликоптери, камиони, и трактори користе се у пољопривреди за сетву, запрашивање против инсеката и контролу штеточина, превоз кварљиве робе, али и за борбу против шумских пожара. Радио и телевизија извештавају о веома битним атмосферским променама и другим вестима као што су тржишни извештаји који се тичу пољопривредника. Рачунари постају незамењиво помагало у управљању газдинством.
Према Националној инжењерској академији из САД, пољопривредна механизација је међу првих 20 инжењерских достигнућа 20. века. Почетком 1900-их, један Амерички фармер могао је произвести хране која подмирује потребе само 2,5 човека, док данас, захваљујући инжењерској технологији (такође, узгоју биљака и хемијским ђубривима), један једини фармер у стању је да нахрани преко 130 људи. Ипак, овај напредак се плаћа огромним енергетским улагањима из необновљивих извора (углавном фосилна горива - нафта и угаљ).
Животињско газдинство подразумева узгој животиња због меса или животињских производа (као што су млеко, јаја или вуна).
Задњих година о неким аспектима индустријске интензивне пољопривреде било је пуно речи. Велику бригу пољопривредницима, као и јавности дало је јачање утицаја индустрије за производњу расадног семена, хемијске индустрије, индустрије меса и хране. Део заједнице огласио се поводом неких нових пољопривредних техника, као што је, на пример, узгајање пилића за исхрану људи. Други разлог за бригу је давање хране која код стоке може да изазове „болест лудих крава (бовинова сунђерста енцефалопатија)“.
Патентним правима су фирме, које се баве развојем нових сорти биљака и пасмина животиња коришћењем генетичког инжињерства, лиценцирале њихово коришћење фармерима на исти начин којим фирме које пројектују софтвер лиценцирају његово коришћење корисницима рачунара. Ово је дало моћ овим фирмама да диктирају услове, чега раније није било. Неки сматрају да цу ове фирме криве за биопиратерију.
Очување тла и коришћење хранљивих састојака су постале битне почев од педесетих година 20. века, јер су најбољи пољопривредници добили улогу руководиоца земље коју користе. Али, велику бригу представља загађивање вода и тла вештачким ђубривима, као што су азот и фосфор.
Повећана свест потрошача о питањима пољопривреде довела је до стварања пољопривреде потпомогнуте од стране заједнице, локалних покрета за храну, споре хране (супротно од „брзе хране“ - fast food) и улазак у комерцијалну употребу органске пољопривреде, додуше још увек ретко.

## Историја
Документовање и објашњавање порекла пољопривреде је предмет археологије. Археоботаничари су открили да је узгајање и селекција специфичних карактеристика, попут веће отпорности и већег семена (уз генетичке промене у биљкама), отпочело убрзо након млађег тријаса у раном холоцену на територији Леванта. Постоје и ранији докази, као на пример зрна ражи са доместификованим карактеристикама која су откривена на једном локалитету у Сирији. У последњем случају, додуше, није искључено ни да је реч о локалном феномену чији узрок лежи у узгајању неких дивљих трава из родова Leymus и Elymus па се не може са сигурношћу сматрати истинским кораком ка одомаћивању биљака.
О доместификацији биљака се може говорити тек у периоду око 8500. године п. н. е. (који се у археологији назива прекерамички неолит) када постоје чврсти докази о појави економија зависних од домаћих биљака (и животиња). С тим у вези се наводи првих осам одомаћених биљака: лан, јечам, леблебија, грашак, сочиво, Vicia ervilia и пшеница. Ових осам биљака су се појавиле мање-више у исто време.
Постоје многа налазишта која датирају од 8500. до 7500. године п. н. е. где је систематично узгајање ових биљака великим делом допринело исхрани становништва.
Од Плодног полумесеца пољопривреда се ширила на исток ка централној Азији, западно ка Кипру, Анадолији, а 7000. године п. н. е. и Грчкој. Земљорадња (гајење пшенице) је стигла у северозападну Европу око 5000. године п. н. е.
Разлози за најранију појаву земљорадње могу бити промена климе али и друштвени разлози. Сигурно се десила промена од ловачко-сакупљачке до пољопривредне економије кроз дугачак период када су неки усеви промишљено засађивани а друга храна доношена из дивљине. Иако се земљорадња појавила у Плодном полумесецу, пољопривреда се најкасније 7000. године п. н. е. појавила и у југоисточној Азији (пиринач) и мало касније у Средњој Америци (кукуруз, бундева). Пољопривреда је такође могла да настане независно у раном неолиту у Индији и Југоисточној Азији (пиринач и таро).
Потпуна зависност од домаћих усева и животиња (време када су дивљи извори представљали дијететски неважну компоненту у исхрани) није настала све до бронзаног доба. Ако би у оперативну дефиницију пољопривреде била урачуната интензивна култивација земљишта у великим размерама на плантажама, организовано наводњавање и употреба специјализоване радне снаге, титулу „изумитеља пољопривреде“ добили би Сумери.
Интензивно ратарство је условило раст популације и омогућило нагомилавање вишка производа који су се чували за употребу током зиме или за размену тј. продају ради зараде. Способност фармера да хране велики број људи чије активности немају никакве везе са производњом хране била је пресудни фактор у успону стајаће војске.
Откриће система „три поља“ плодореда током средњег века је знатно побољшало успешност ране пољопривреде.
После 1492. године и открића Америке, светски пољопривредни модели су се измешали при размени биљака и животиња која је позната као Колумбијска размена. Усеви и животиње које су претходно биле познате само Старом свету сада су пребачени у Нови свет и обрнуто.

## Савремена пољопривреда
Током задњег века пољопривреда се одликовала повећаном продуктивношћу, применом синтетичких ђубрива, заменом ручног рада пестицидима, загађењем воде и пољопривредним субвенцијама. Задњих година је ојачао отпор конвенционалној пољопривреди због њеног негативног утицаја на животну средину, и дошло је до повећане заступљености органске и одрживе пољопривреде. Једна од главних покретачких сила тог покрета је била Европска унија, која је прва цертификовала еколошку храну 1991. године и започела реформу своје заједничке пољопривредне политике (CAP - Common Agricultural Policy) 2005. године којом ће се укинути робно везане пољопривредне субвенције,. Развој органске пољопривреде је подстакао истраживања у областима алтернативних технологија као што је интегрисана контрола штеточина и селективни узгој. Недавни фундаментални технолошки напреци обухватају генетски модификовану храну.
Године 2007, високи подстицаји за пољопривреднике да узгајају усеве за биогориво у комбинацији са другим факторима, као што је прекомерни развој бившег пољопривредног земљишта, пораст транспортних трошкова, климатске промене, растућа потрошачка потражња у Кини и Индији, и раст популације, су узроковали несташице хране у Азији, Средњем истоку, Африки, и Мексику, као и пораст цена хране широм света. Децембра 2007. је 37 земаља било суочено са прехрамбеним кризама, а у 20 је био уведен неки облик контроле цена хране. Неке од тих несташица су довеле до немира због недостатка хране и чак смртоносних стампеда. Међународни фонд за пољопривредни развој сматра да повећана заступљеност закупничке пољопривреде може да буде део решења за спутавање раста цена хране и свеукупну безбедност хране. Они делом базирају ту тврдњу на искуству Вијетнама, који је отишао од увозника хране до великог извозника, што је довело до знатног пада степена сиромаштва, и то је углавном последица развоја закупничке пољопривреде у тој земљи.
Болести и деградација земљишта су два главна узрочника за забринутост у данашњој пољопривреди. На пример, епидемија стабљичне рђе на пшеници узрокована Ug99 сојом се тренутно шири дуж Африке ка Азији и узрокује велику забринутост због губитака приноса од 70%, и више у неким околностима. Приближно 40% светског пољопривредног земљишта је озбиљно деградирано. У Африци, ако се садашњи тренд деградације земљишта настави, континент ће вероватно моћи да прехрани само 25% своје популације до 2025, по подацима УНУ Института за ресурсе у Африци базираног у Гани.
Аграрна структура је дугорочна структура по Брауделском схватању концепта. На дугорочним скалама аграрна структура је у већој мери зависна од регионалних, друштвених, културних и историјских фактора него од државних активности. На пример у Пољској, упркос спровођења интензивне аграрне политике током дужег низа година, аграрна структура је 2002. наликовала стању из 1921. непосредно након периода подела.
Године 2009, пољопривредни производ Кине је био највећи на свету, чему су следиле Европска унија, Индија и Сједињене Америчке Државе, по подацима Интернационалног монетарног фонда. Економисти користе тотални фактор продуктивности пољопривреде, и по тој мери је пољопривреда у Сједињеним Државама око 1,7 пута продуктивнија него што је била 1948. године.

## Пољопривредни производни системи

### Системи за култивацију усева
Системи за узгајање усева могу да варирају међу фармама у зависности од доступних ресурса и ограничења; географије и климе; државне политике; економских, друштвених и политичких притисака; и од филозофије и културе пољопривредника.
Премештање усева (или посеци и спали) је систем којим се шуме спаљују, ослобађајући неопходне нутријенте за годишњу култивацију и затим вишегодишњу употребу током период од неколико година. Затим се земљиште оставља да зарасте у шуму, а пољопривредници се премештају на нове парцеле, враћајући се тек након дужег периода (10–20 година). Период повратка се скраћивао са порастом густине становништва, те је настала потреба за уносом нутријената (ђубрива) и ручном контролом штеточина. Годишња култивација је следећи стадијум интензитета при чему нема слободних периода. За такав узгој је неопходна још већа количина нутријената и још више рада на контроли штеточина.
Даља индустријализација је довела до употребе монокултура, кад се једна култура узгаја на великим површинама. Услед ниске биоразноврсности, употреба нутријената је униформна и долази до акумулације штеточина, те је неопходна обимнија примена пестицида и ђубрива. Вишеструко култивирање, при чему се неколико усева гаји секвенционо у једној години, и међукултивирање, кад се неколико усева гаји истовремено, су друге врсте годишњих система узгоја познатих као поликултуре.
У суптропским и сувим окружењима, временски распоред и распон узгоја може да буде ограничен падавинама, тако да или није могуће имати вишеструке усеве током године, или је неопходна иригација. У свим тим срединама се гаје вишегодишњи усеви (кафа, какао) и примењују се системи као што је агрошумарство. У пределима са умереном климом, где су екосистеми предоминантно травнати или преријски, високо продуктивни годишњи усеви су доминантни пољопривредни систем.

#### Статистике усева
Важне категорије усева укључују житарице и псеудожитарице, махунарке, сточну храну, и воће и поврће. Специфични усеви се култивирају у различитим узгојним регионима у свету. Милиони метричких тона на бази ФАО процене.
| Главни пољопривредни производи, по типу усева (милиони тона), подаци из 2004. | Главни пољопривредни производи, по типу усева (милиони тона), подаци из 2004. |
| ----------------------------------------------------------------------------- | ----------------------------------------------------------------------------- |
| Житарице                                                                      | 2,263                                                                         |
| Поврће и диње                                                                 | 866                                                                           |
| Корење и кртоле                                                               | 715                                                                           |
| Млеко                                                                         | 619                                                                           |
| Воће                                                                          | 503                                                                           |
| Месо                                                                          | 259                                                                           |
| Биљно уље                                                                     | 133                                                                           |
| Фиба (процена из 2001)                                                        | 130                                                                           |
| Јаја                                                                          | 63                                                                            |
| Махунарке                                                                     | 60                                                                            |
| Биљна влакна                                                                  | 30                                                                            |
| Извор: Организација за прехрану и пољопривреду (ФАО)                          |                                                                               |

| Главни пољопривредни производи, по индивидуалним усевима (милиона тона) подаци из 2011. | Главни пољопривредни производи, по индивидуалним усевима (милиона тона) подаци из 2011. |
| --------------------------------------------------------------------------------------- | --------------------------------------------------------------------------------------- |
| Шећерна трска                                                                           | 1794                                                                                    |
| Кукуруз                                                                                 | 883                                                                                     |
| Пиринач                                                                                 | 722                                                                                     |
| Пшеница                                                                                 | 704                                                                                     |
| Кромпир                                                                                 | 374                                                                                     |
| Шећерна репа                                                                            | 271                                                                                     |
| Соја                                                                                    | 260                                                                                     |
| Маниока                                                                                 | 252                                                                                     |
| Парадајз                                                                                | 159                                                                                     |
| Јечам                                                                                   | 134                                                                                     |
| Извор: Организација за прехрану и пољопривреду (ФАО)                                    |                                                                                         |

## Нове технологије
Савремена пољопривреда умногоме зависи од добрих технолошких решења и нових технологија и њихове адекватне примене при употреби ђубрива, инсектицида, пестицида, анализи састава земљишта, анализи пољопривредних производа и правилној исхрани домаћих животиња.
Наводњавање и одводњавање само су неке области које захтевају поседовање посебних знања пољопривредних технолога.
Употребом генетички модификованих производа и применом различитих агро-техничких мера повећава се принос култура уз, услед коришћења механизације, умањену потребу за радном снагом. С друге стране примена ових савремених технологија је често праћена контроверзама због недовољне обавештености али и неадекватне примене или испитаности нових технологија.

## Унапређење усева
Доместификација биљака је почела са циљем да се повећа принос, повећа резистентност и толерантност на сушу, олакша жетва и побољша укус и хранљива вредност, као и многе друге карактеристике. Пажљива селекција и гајење кроз векове, је дало огроман допринос карактеристикама гајених биљака. Одгајивачи биљака користе стакленике и различите технике да би добили три генерације по години и на тај начин остварили боље резултате.
Селекција и узгајање биљака током двадесетих и тридесетих година 20. века су унапредили пашњаке на Новом Зеланду, а применом примитивних метода генетичког инжењеринга током 1950-их су произведене неке савремене сорте житарица.

## Пољопривредна механизација
Пољопривредна механизација је значајно повећала ефикасност и продуктивност пољопривредне производње у односу на, у неким деловима света још увек присутну праксу, коришћења животиња (коњи, мазге, волови, камиле, ламе и др.) код обраде поља, жетве и превоза пољопривредних производа.
Авиони, хеликоптери, камиони, и трактори користе се у пољопривреди за сетву, запрашивање против инсеката и контролу штеточина, превоз кварљиве робе, али и за борбу против шумских пожара. Радио и телевизија извештавају о веома битним атмосферским променама и другим вестима као што су тржишни извештаји који се тичу пољопривредника. Рачунари постају незамењиво помагало у управљању пољопривредним газдинствима.
Према Националној инжењерској академији из САД, пољопривредна механизација је међу првих 20 инжењерских достигнућа 20. века. Почетком 1900-их, један амерички фармер је производио количину хране која је подмиривала потребе 2,5 човека, док је данас један фармер у стању да нахрани преко 130 људи.. Ипак овај напредак се плаћа огромним енергетским улагањима из необновљивих извора (фосилна горива).